# Margaret Tait
Margaret Caroline Tait (* 11. November 1918 in Kirkwall; † 16. April 1999 in Firth, Orkney) war eine schottische Ärztin, Filmemacherin und Dichterin.

## Leben und Studium
Tait wurde geboren und wuchs in Kirkwall auf, dem Hauptort der Insel Mainland, einer der Orkney-Inseln. Als Jugendliche ging sie nach Edinburgh in die Schule.
1941 schloss sie ihr Studium der Medizin an der University of Edinburgh ab und diente zwischen 1943 und 1946 in den Royal Army Medical Corps. Stationen ihres Dienstes im Corps waren Indien, Sri Lanka and Malaya. Danach arbeitete sie vier Jahre lang als Ärztin in Großbritannien. 1950 zog sie nach Rom, um an der Centro Sperimentale di Cinematografia das Fach Filmproduktion zu studieren.
1952 kehrte Tait nach Schottland zurück und gründete in Edinburgh die Filmgesellschaft Ancona Films, genannt nach der Straße, in der sie in Rom gelebt hatte. In Edinburgh wohnte sie in der Rose Street, wo sie in Kontakt mit den sogenannten Rose Street Poets, u. a. Hugh MacDiarmid, Sorley Maclean und Norman MacCaig kam. Von 1955 bis 1961 war sie Ratsmitglied der The Cockburn Association, einer Nichtregierungsorganisation, die eine aktive Rolle in der Stadtplanung und beim Erhalt von Architektur in Edinburgh spielt.
In den 1960er Jahren lebte Tait in der Nähe von Helmsdale in Sutherland, bis sie endgültig auf die Orkney-Inseln zurückkehrte.

## Filmemacherin und Dichterin
Ab Ende der 1960er Jahre begann Tait in Orkney Filme zu drehen, in denen sich die Landschaft und die Kultur dieser Inselgruppe widerspiegelt. Die meisten ihrer 32 Kurzfilme und ihr einziger Langspielfilm, Blue Black Permanent, wurden dort gedreht. Außerdem schrieb sie Prosa und Gedichte, die sie in drei Bänden veröffentlichte: origins and elements, The Hen and the Bees, and Subjects and Sequences. In einem 1983 für Channel Four Television gedrehten Dokumentarfilm mit dem Titel Margaret Tait: Film Maker, beschrieb Tait ihr Lebenswerk als das Schaffen von filmischen Gedichten (film poems).
Lyrik spielt in ihren Filmen eine bedeutende Rolle. Ihr Film The Leaden Echo and the Golden Echo ist nach einem Gedicht von Gerard Manley Hopkins benannt, das Tait darin selbst vorliest. In Hugh MacDiarmid, A Portrait liest MacDiarmid einige seiner eigenen Gedichte vor. Über ihren Film Colour Poems erklärte Tait: „A poem started in words is continued in images “ (deutsch: Ein Gedicht, das in Worten anfängt, setzt sich in Bildern fort).
Bei der Analyse ihrer Filme werden immer wieder die lyrischen Qualitäten der Werke hervorgehoben. Die Schriftstellerin Ali Smith sagte beispielsweise über den Film Aerial: „Here's a tiny poem of the relentlessness and beauty of the natural, all around us“ (deutsch: Hier ist ein kurzes Gedicht über die Unerbittlichkeit und die Schönheit der Natur, die uns umgibt)". Der Schriftsteller George Mackay Brown, der auch aus der Orkney stammt, schrieb, ihr Film Place of Work erinnert an das Gedicht Burnt Norton von T. S. Eliot „Garden and house, a small enclave in time where gracious and lovely and stirring things have happened – love and birth and death“ (deutsch: Garten und Haus, eine kleine Enklave der Zeit, in der sich anmutige und schöne, bewegende Dinge ereignet haben – Liebe und Geburt und Tod.)

## Tod und Vermächtnis
Am 16. April 1999 starb Tait auf den Orkneys in dem Haus, in dem sie mit ihrem Mann Alex Pirie lebte. Im Rahmen des Glasgow Film Festival wurde 2010 der Margaret Tait Award ins Leben gerufen.
Seit 2000 gab es mehrere Retrospektiven ihrer Werke: 2000 in dem damaligen National Film Theatre (heute: British Film Institute) in London unter der Leitung von Benjamin Cook and Peter Todd; 2004 auf dem Edinburgh International Film Festival; und 2018 am British Film Institute. Letzteres war Teil einer von der staatlichen Creative Scotland unterstützten Würdigung zu Taits 100. Geburtsjahr. Gedenkausstellungen wurden auch in der Gallery of Modern Art in Glasgow und dem Pier Arts Centre in Stromness (Orkney) veranstaltet.
Am 14. Juli 2022 wurde eine Gedenktafel an ihrem Geburtshaus in der 25 Broad Street, Kirkwall, eingeweiht.
Zwischen 2004 und 2007 wurde ein Filmprogramm mit dem Titel Subjects and Sequences (nach ihrem Gedichtband benannt) an über 30 Orten in der ganzen Welt gezeigt. Das zweiteilige Programm („Film Poems“ und „Islands“) unter der Leitung von Peter Todd bestand zum Teil aus Neufassungen der originalen 16mm-Negative.
Der Einfluss Margaret Taits auf andere Künstler und Filmemacher ist das Thema einer Ausstellung, die 2022 in Derry, Nordirland, gezeigt wurde sowie eines Films von Luke Fowler. Beide heißen Being in a Place – A Portrait of Margaret Tait. Die Filme von Tait sind in Großbritannien weiterhin im Vertrieb.
Der Dokumentarfilm Being in a Place von Luke Fowler ist 2023 für den Caligari Filmpreis in der Sektion Forum des 73. Berlin International Film Festival (2023) nominiert.
Ein im November 2022 erschienener Film, Aftersun, der schottischen Filmemacherin Charlotte Wells, entstand auch unter dem Einfluss von Margaret Tait. Insbesondere erwähnt Wells den Film Blue Black Permanent als eine Inspiration für ihr Werk. Beide Filme handeln von Kindheitserinnerungen an einen Elternteil, der in der Gegenwart abwesend ist.

## Filmografie
- 1951: One Is One
- 1951: Three Portrait Sketches
- 1952: The Lion, The Griffin and the Kangaroo
- 1955: Happy Bees
- 1955: Orquil Burn
- 1955: A Portrait of Ga
- 1955: The Leaden Echo and the Golden Echo
- 1956: Calypso
- 1956: The Drift Back
- 1956: Rose Street
- 1956: Where I Am Is Here
- 1964: Palindrome
- 1964: Hugh Macdiarmid: A Portrait
- 1966: The Big Sheep
- 1966: Splashing
- 1969: A Pleasant Place
- 1970: He’s Back (The Return)
- 1970: John MacFadyen (The Stripes in the Tartan)
- 1970: Painted Eightsome
- 1974: On The Mountain
- 1974: Colour Poems
- 1974: Aeria
- 1974: These Walls
- 1976: Tailpiece
- 1976: Place of Work
- 1977: Aspects of Kirkwall : Shape of a Town
- 1977: Aspects of Kirkwall : Occasions
- 1981: Aspects of Kirkwall : The Ba, Over the Years
- 1981: Aspects of Kirkwall : The Look of the Place[29]
- 1981: Aspects of Kirkwall : Some Changes
- 1981: Landmakar
- 1982: Blue Black Permanent
- 1998: Garden Pieces

## Werke (Auswahl)
- The Grassy Stories: Short Stories from Children. M. C. Tait, Edinburgh, 1959
- Lane Furniture: A Book of Stories. M.C. Tait, Edinburgh, 1959
- origins and elements. M.C. Tait, Edinburgh, 1959
- The Hen and the Bees: Legends and Lyrics. M.C. Tait, Edinburgh, 1960
- Subjects and Sequences. M.C. Tait, Edinburgh, 1960
- Poems, Stories and Writings, hg. von Sarah Neely. Carcanet Press, Manchester, 2012
- Subjects and Sequences: A Margaret Tait Reader, hg. von Peter Todd and Benjamin Cook, LUX, London, 2004